# OPush
OPush (abréviation de Open Push) est une implémentation du protocole ActivSync des serveurs Microsoft-Exchange sous licence GNU-GPL v.3.
Cette implémentation permettrait notamment la synchronisation des IPhone avec des serveurs collaboratifs.
Le projet semble avoir débuté au début de l'année 2009[réf. nécessaire].

## Technologie
Basé sur des technologies java issues du projet Eclipse :
- eclipse server-side
- eclipse plug-ins et OSGi